# Indix
Indix est un jeu de société créé par Scott Mednick, édité par University Games et distribué par la Milton Bradley Company.

## Description
Commercialisé en France en 1988, Indix se présente sous la forme d'un jeu de plateau, accompagné de cartes et de pions. Il est destiné aux enfants à partir de 12 ans et aux adultes, et se joue avec 1 à 9 participants.
Le jeu consiste à suivre un parcours au long duquel le joueur est amené à tirer des cartes sur lesquelles figurent diverses catégories de mots à découvrir. « Année », « Personne », « Lieu » et « Chose » proposent aux joueurs 20 indices - parfois moins, lorsque l'un des indices indique d'avancer ou de reculer sur le plateau.
En choisissant ces indices au hasard, le joueur doit trouver l'énigme proposée en utilisant le moins de renseignements possibles. Moins il utilise d'indices, et plus il gagne de points, avançant du même coup vers le point d'arrivée du plateau. Le but est bien entendu de terminer le parcours en premier.
Il s'agit d'un jeu de déduction, de culture populaire et de logique parfois. Le principe peut-être considéré comme s'inspirant plus ou moins de jeux tels le Trivial Pursuit, bien que sa forme et son articulation soient très différentes.
Il a été sélectionné en 1991 pour le Spiel des Jahres.

## Extensions
- 2005 : Indix Junior
- 2007 : Indix Histoire & Géographie
- 2007 : Indix Nature & Animaux